# Calament à grandes fleurs
Calamintha grandiflora
Espèce
Le Calament à grandes fleurs (Calamintha grandiflora), également appelé Sarriette à grandes fleurs  (Satureja grandiflora) ou encore thé d'Aubrac, est une espèce de plantes à fleurs de la famille des Lamiacées. C'est une plante herbacée trouvée en Europe.
Synonyme
- Clinopodium grandiflorum (L.) Kuntze, 1891

## Description
C'est une plante à odeur aromatique de 25 à 35 cm (odeur de menthe ou de citron).
Cette plante vivace fleurit de juillet à septembre avec de grandes fleurs roses.
Elle pousse dans les sous-bois, surtout dans les hêtraies et les sapinières.

## Répartition
Si cette plante est très connue dans le Massif central et en particulier dans les monts d'Aubrac, ce n'est pas sa seule aire de distribution : elle croît également dans les Alpes (700 à 2 100 m d'altitude), les Pyrénées et les montagnes corses (pour ce qui est de la France). Plus largement, on la classe dans les orophytes d'Europe du sud et elle peut se retrouver loin vers l'est de cette région (montagnes des Balkans, Caucase).

## Usage
Dans les monts d'Aubrac, la plante s'utilise en infusions, d'où son nom de thé d'Aubrac. Il existe également d'autres produits dérivés, tels que liqueurs et sirops.
Des producteurs de thé d'Aubrac, regroupés en association, ont ouvert à Nasbinals une boutique qui propose leur production.
La valorisation économique a pu poser la question de la pression de la cueillette sur les populations sauvages.

## Photos

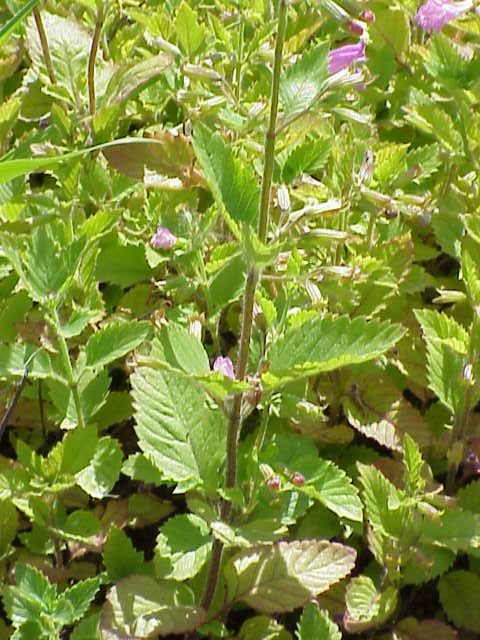
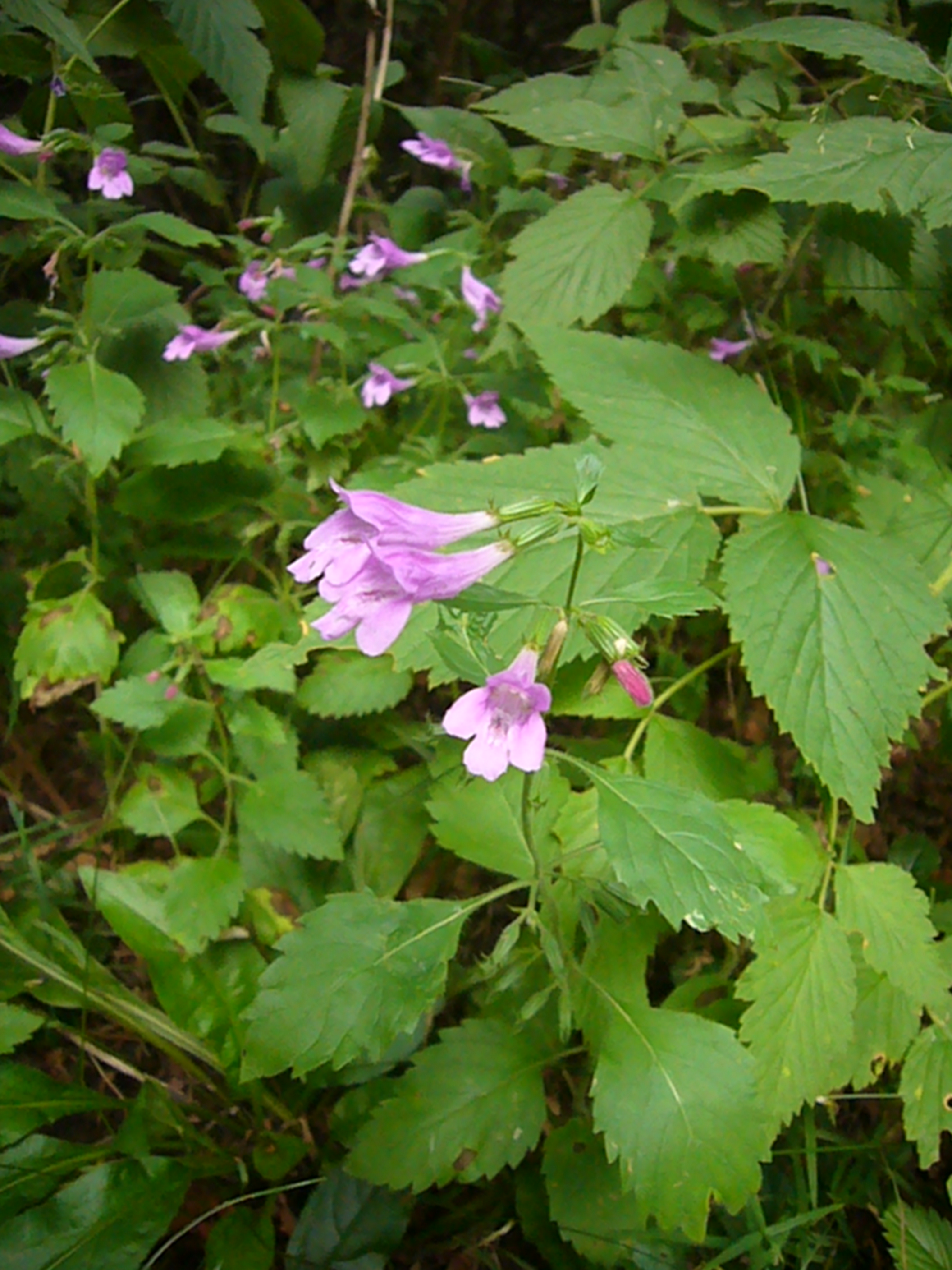
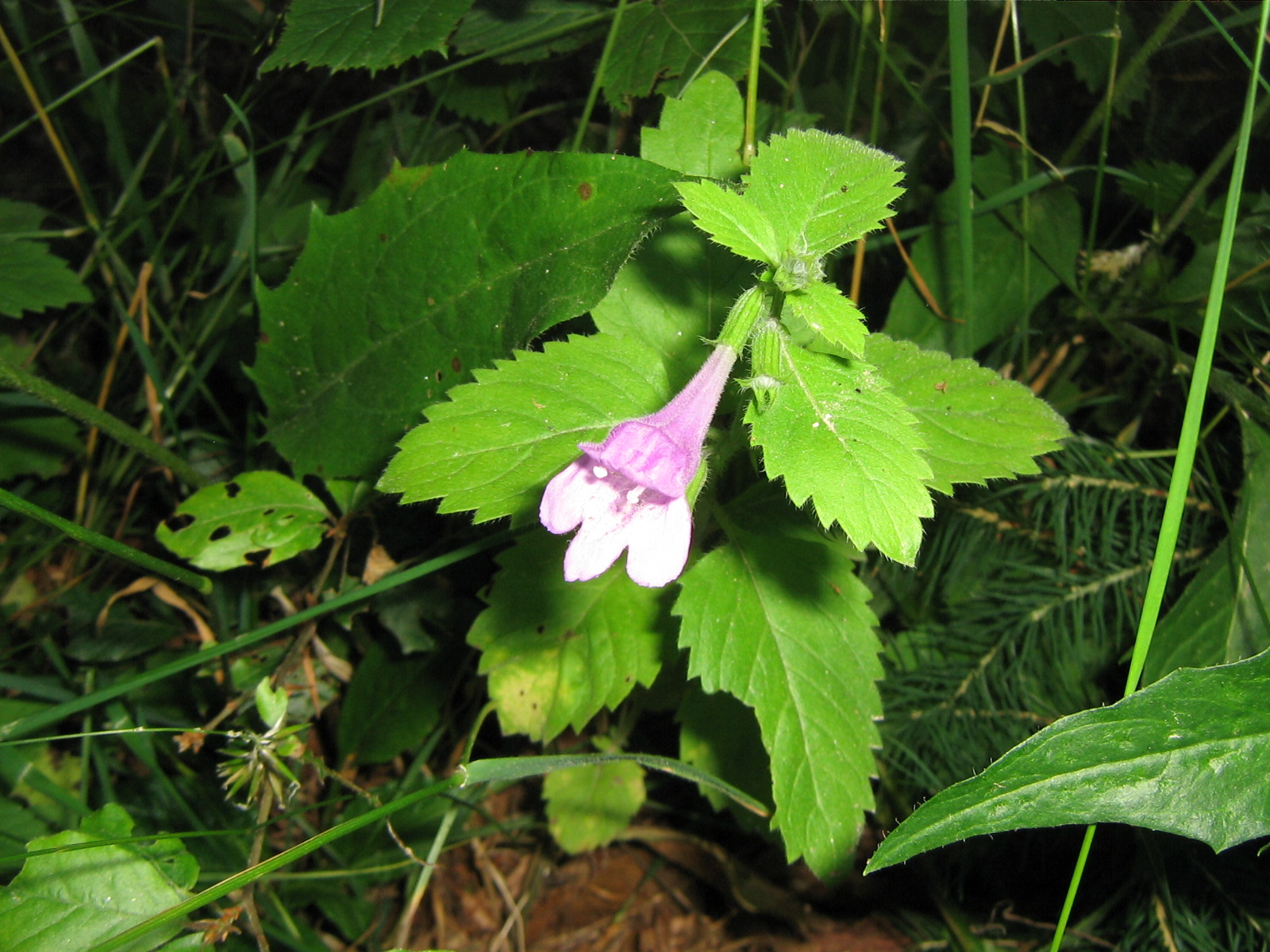